# وایرشارک
وایرشارک (به انگلیسی: Wireshark) یک تحلیل کننده نرم‌افزار آزاد و متن‌باز است و برای عیب‌یابی شبکه، تجزیه و تحلیل نرم‌افزارها و توسعه پروتکل‌های ارتباطی و آموزش استفاده می‌شود. نام اصلی برنامه Ethereal بود و سال ۲۰۰۶ به دلیل مسائل مربوط به علامت تجاری پروژه به Wireshark تغییر نام داد.
وایرشارک چندسکویی است و با استفاده از ابزار ویجت جی‌تی‌کی+، واسط کاربر را پیاده‌سازی کرده‌است و بسته‌های شبکه را با استفاده از pcap دریافت می‌کند. وایرشارک روی انواع سیستم‌عامل‌های شبه یونیکس شامل لینوکس، اواس ده، بی‌اس‌دی، سولاریس و سیستم‌عامل مایکروسافت ویندوز اجرا می‌شود.
همچنین یک نسخه تحت ترمینال (بدون محیط گرافیکی) به نام TShark وجود دارد. وایرشارک و دیگر برنامه‌هایی که با آن منتشر می‌شود، مانند TShark، نرم‌افزار آزاد است و با پروانه عمومی همگانی گنو منتشر می‌شود.

## کارکرد
وایرشارک دارای عملکردی بسیار مشابه با ابزار tcpdump می‌باشد که در برخی موارد قابلیت‌های مناسبتری دارد. وایرشارک به کاربر این اجازه را می‌دهد که بتواند با استفاده از یک رابط کنترلی، تمام ترافیکی که برای آن رابط قابل رویت هستند را مشاهده کند.

## تاریخچه
در اواخر ۱۹۹۰ جرالد کومس، فارغ‌التحصیل رشتهٔ کامپیوتر از دانشگاه میسوری کانزاس سیتی، بر روی یک سرویس کوچک رساننده خدمات اینترنتی مشغول به کار بود. پروتکل آنالیزگر تجاری که در آن زمان تولید می‌شد قیمتی حدوداً برابر با ۱۵۰۰ دلار ارزش داشت و بر روی سیستم عامل اصلی شرکت قابل اجرا نبود. بنا بر این جرالد نوشتن Ethereal را آغاز کرد و اولین نسخه از آن در ۱۹۹۸ منتشر شد. در ماه مه ۲۰۰۶ کومس پیشنهاد کار با تکنیک CACE را پذیرفت. او همچنان حق کپی برداری از کد منبع Ethereal را نیز در اختیار داشت و به این خاطر که نماد بازرگانی منحصر بفردی برای Ethereal نداشت نام آن را به وایرشارک (Wireshark) تغییر داد. en:Wireshark#cite note-geraldcombs-1

## امکانات
وایرشارک یک برنامهٔ ذخیرهٔ اطلاعات است که قادر به «درک» ساختار پروتکل‌های مختلف شبکه است. همچنین می‌تواند زمینهٔ آنها را با استفاده از معانی آنها از دیگر پروتکل‌های شبکه تمییز دهد. وایرشارک از pcap برای ذخیرهٔ بسته‌ها استفاده می‌کند بنابراین تنها می‌تواند انواعی از بسته‌ها را ذخیره کند که pcap از نوع آنها پشتیبانی می‌کند.

## امنیت
به دست آوردن ترافیک خام شبکه از یک رابط نیاز به دسترسی بالا در برخی از سیستم عامل‌ها دارد. به همین دلیل نسخه‌های قدیمی تر وایرشارک اغلب با دسترسی superuser بوده‌اند. en:Wireshark#cite note-21